# 常行寺 (品川区)
常行寺（じょうぎょうじ）は、東京都品川区にある天台宗の寺院。

## 概要
848年（嘉祥元年）、慈覚大師円仁によって開山された。円仁が唐から帰国して、故郷の下野国（現・栃木県）に向かう途中で母の死を知り、母の菩提を弔うために当寺を創建したという。
当寺7世は恵心僧都源信で格式ある寺院であったが、鎌倉時代以降寺運衰微してしまった。1527年（大永7年）に実海僧正によって中興された。
元々は大井村（現・東大井4丁目）にあったが、1653年（承応2年）に現在地に移転した。

## 広重コレクション
以前の住職に、歌川広重の作品収集家がいたことから、広重の肉筆画などのコレクションが所蔵されている。これらのコレクションは「広重堂」という専用の収蔵庫に納められている。

## 交通アクセス
- 新馬場駅より徒歩5分[1]。